# Estación de Iráuregui
Iráuregui, Iráuregui-Empalme o Iráuregui-La Robla  (en la cartelería de la estación y en euskera Irauregi-Alonsotegi) es el nombre de una estación ferroviaria situada en el barrio de Iráuregui en el municipio español de Alonsótegui, en el País Vasco. Forma parte de la red de ancho métrico de Adif, operada por Renfe Operadora a través de su división comercial Renfe Cercanías AM. Está integrada dentro del núcleo de Cercanías Bilbao al pertenecer a la línea C-4 (antigua línea B-1 de FEVE), que une Bilbao con La Calzada. Cuenta también con servicios de media distancia prestados por trenes regionales de las líneas R-3f, que une Santander con Bilbao, su sublínea R-3b desde Bilbao hasta Carranza, y R-4f, que une Léon con Bilbao. Debido a su situación fue una de las estaciones más importantes del Ferrocarril de la Robla ya que viniendo de La Robla en ella se bifurcaban los trenes o bien para Bilbao por las vías del Ferrocarril del Cadagua, tras su ampliación a Santander llamada Santander-Bilbao, o bien para la comarca de la Margen Izquierda mediante correspondencia en la estación de Luchana en Baracaldo.

## Situación ferroviaria
La estación forma parte de los trazados de las siguientes líneas férreas:
- Línea férrea de ancho métrico que une Santander con Bilbao, punto kilométrico 639,8,[3] tomando Ferrol como punto de partida, lo que explica el elevado kilometraje. Este kilometraje es el que predomina en la señalización.
- Línea férrea de ancho métrico que une León con Bilbao, punto kilométrico 306,213,[4] conocido como Ferrocarril de la Robla. El kilometraje se corresponde con el histórico, tomando La Robla como punto de partida.

Se encuentra a 26 metros de altitud. El tramo es de vía única y está electrificado a 1,5 Kv con alimentación por catenaria compensada.

## Historia
La historia de esta estación empieza el 1 de diciembre de 1902, fecha en la cual el Ferrocarril Hullero de La Robla a Valmaseda abrió al tráfico su propio enlace hasta Luchana, en la ría de Baracaldo para evitar el pago de peajes a la Compañía del Ferrocarril de Santander a Bilbao, conectando así con la línea de Bilbao a Portugalete, germen de la actual C-1 de Cercanías de Bilbao. La estación apareció por primera vez en el Anuario de Ferrocarriles de 1903, como estación de 4ª categoría.

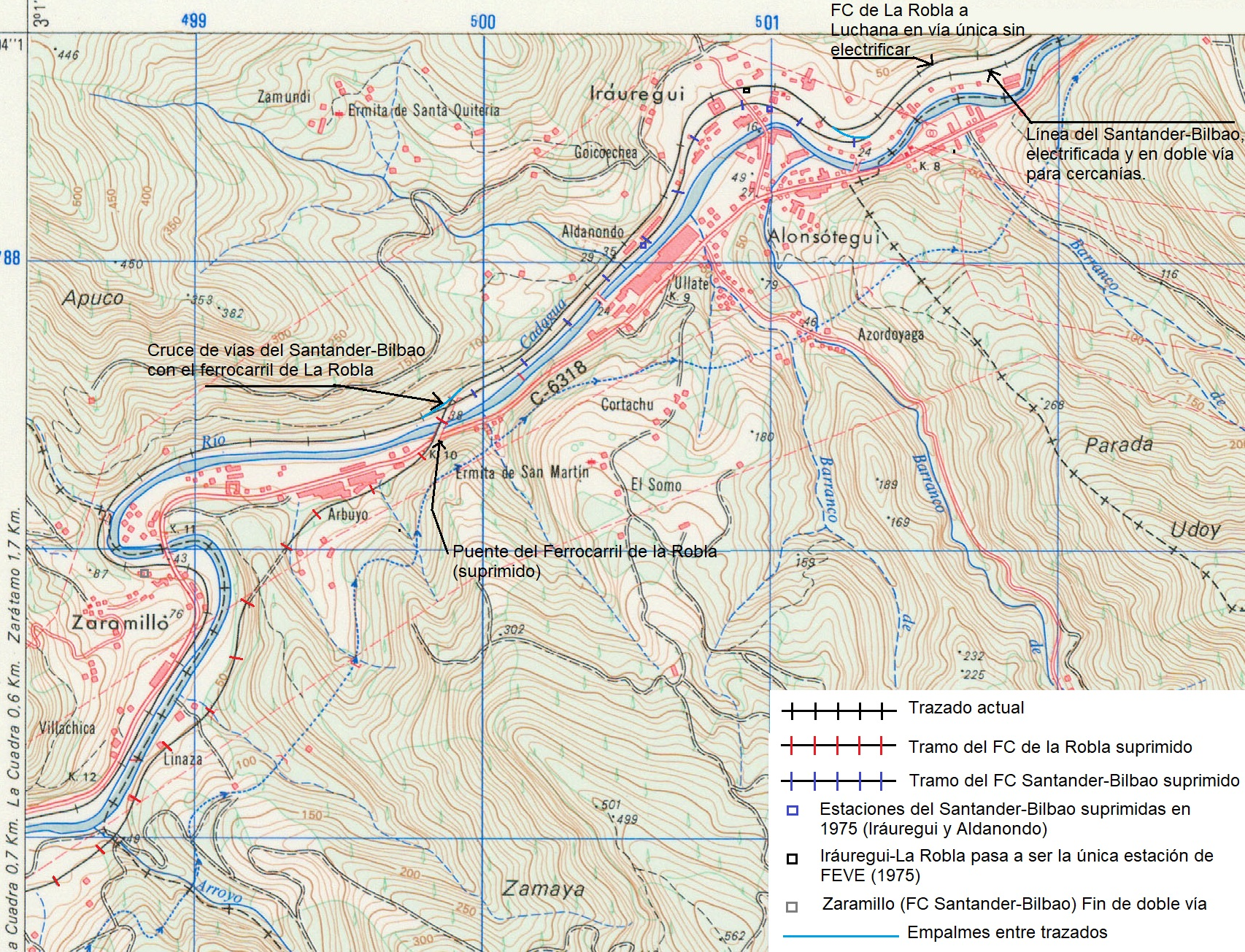
Evolución de las líneas ferroviarias en el municipio de Alonsótegui.

 Por discrepancias con la Compañía del Ferrocarril de Santander a Bilbao, la Compañía de los Ferrocarriles de La Robla estableció entre su estaciones de Aranguren e Iráuregui, en enero de 1911, un nuevo tramo fundamentalmente en la orilla derecha del río Cadagua para evitar compartir las vías, lo que no impidió que debiera cruzarlas al sur de la antigua estación de Aldanondo. El acuerdo entre ambas compañías posibilitó que los trenes de la Compañía de los Ferrocarriles de La Robla pudieran partir directamente desde Bilbao sin transbordo hasta La Robla (León). El 15 de enero de 1911 se habilitó el servicio directo de La Robla a Bilbao, con el enlace entre esta estación e Iráuregui Cantábrico (la original del FC del Cadagua). Esta conexión (ver mapa) se mantuvo hasta la intervención de FEVE en 1975. En 1924 se acometieron pequeñas reformas en el edificio de viajeros de la estación.
Estallada la Guerra Civil y desde el año 1936 hasta la caída de Bilbao, el 19 de junio de 1937, las instalaciones pasaron a ser gestionada por los Ferrocarriles de Euzkadi, manteniéndose el servicio durante la contienda sin interrupciones significativas. Desde el 1 de agosto de 1962 el ente estatal Explotación de Ferrocarriles por el Estado (EFE) se hizo cargo de la línea Santander-Bilbao, siendo transferida a FEVE en 1965. La Compañía de los Ferrocarriles de la Robla siguió manteniendo aún su tendido casi paralelo desde Luchana a Valmaseda, pero tras entrar en pérdidas a finales de los 60 debido a la disminución de pasajeros, se declaró en quiebra, renunció a la explotación y acabó siendo también transferida a FEVE el 6 de marzo de 1972. 
Al darse la circunstancia de poseer ambos ferrocarriles en el valle del río Cadagua, FEVE resolvió en 1975 mantener el enlace de las líneas Bilbao-León y Bilbao-Santander en la estación de Aranguren, volviendo a la situación anterior a 1911. A partir de entonces, los trenes procedentes de León o Santander llegan a Iráuregui por la misma vía, quedando la variante hasta Luchana sólo para trenes de transporte de mercancías, ya en vía única de ancho métrico sin electrificar y desmantelando el resto de las líneas de la antigua Compañía de los Ferrocarriles de La Robla entre Valmaseda e Iráuregui (ver mapa).  La actuación incluyó eliminar un tramo de vía de la Compañía del Ferrocarril de Santander a Bilbao en los alrededores de la estación de Iráuregui así como la propia estación, más próxima al cauce del Cadagua, uniendo los trazados restantes. La actuación también contempló la clausura de la estación de Aldanondo, suponiendo el cierre de ambas instalaciones.
La línea de Bilbao a Valmaseda se electrificó el 16 de octubre de 1996, tramo al que pertenece esta estación. Tras la clausura parcial de la línea Bilbao-León en 1994, los trenes finalizaban su recorrido en la estación de Valmaseda, manteniendo el servicio en la línea Santander-Bilbao. El 19 de mayo de 2003 se reabrió al tráfico de viajeros el ferrocarril Bilbao-León con la implantación del servicio de Tren turístico de La Robla, con un tren regional diario por sentido.  La línea de cercanías se amplió en 2009 hasta La Calzada. Desde el 1 de enero de 2013 y tras la disolución de FEVE, el ente Adif es el titular de las instalaciones ferroviarias.

## Servicios ferroviarios

### Regionales
Los trenes regionales que realizan el recorrido Santander - Bilbao (línea R-3f) y Bilbao - Léon (línea R-4f) tienen parada en la estación. En las estaciones en cursiva, la parada es discrecional, es decir, el tren se detiene si hay viajeros a bordo que quieran bajar o viajeros en la parada que manifiesten de forma inequívoca que quieren subir. Este sistema permite agilizar los tiempos de trayecto reduciendo paradas innecesarias. La relación León-Bilbao es de un tren diario por sentido, mientras que la relación Santander-Bilbao es de tres trenes diarios por sentido, más un tren matinal adicional entre la estación de Carranza y Bilbao los días laborables.
Las conexiones ferroviarias entre Iráuregui con León, para los trayectos regionales, se efectúan exclusivamente con composiciones diésel de la serie 2700
| Línea | Origen/Destino   | Paradas intermedias | Destino/Origen   |
| --- | ---------------- | --- | ---------------- |
| | Santander        | Valdecilla-La Marga · Nueva Montaña · Valle Real · Maliaño-La Vidriera · Astillero · La Cantábrica* · San Salvador* · Heras · Orejo · Puente Agüero · Villaverde de Pontones · Hoz de Anero · Beranga · Gama · Cicero · Treto · Limpias · Marrón · Udalla · Gibaja · Carranza · Villaverde Trucios · Arcentales ·Traslaviña · Mimetiz · Aranguren · Sodupe · Zaramillo · Iráuregui · Zorroza-Zorrozgoiti · Basurto Hospital · Amézola | Bilbao Concordia |
| | Bilbao Concordia | Amézola · Basurto Hospital · Zorroza-Zorrozgoiti · Iráuregui · Zaramillo · Sodupe · Aranguren · Aranguren-Apeadero · Zalla · Valmaseda · Arla-Berrón · Ungo-Nava · Mercadillo-Villasana · Cadagua · Bercedo-Montija · Quintana · Espinosa de los Monteros · Redondo · Sotoscueva · Pedrosa · Dosante Cidad · Robredo Ahedo · Soncillo · Cabañas de Virtus · Arija · Llano · Las Rozas de Valdearroyo · Montes Claros · Los Carabeos · Mataporquera · Cillamayor · Salinas de Pisuerga · Vado-Cervera · Castrejón de la Peña · Villaverde-Tarilonte · Santibáñez de la Peña · Guardo-Apeadero · Guardo · La Espina · Valcuende · Puente Almuhey · Cerezal de la Guzpeña · Prado de la Guzpeña · La Llama de la Guzpeña · Valle de las Casas · Sorriba · Cistierna · La Ercina · Boñar · La Vecilla · Matallana · San Feliz · Asunción/Universidad · Ventas/San Mamés | León-Matallana   |
| * En los apeaderos de La Cantábrica y San Salvador sólo efectúan parada los servicios de la línea R3a Santander - Marrón. |                  | |                  |

### Cercanías
Forma parte de la línea C-4 (Bilbao - La Calzada) de Cercanías Bilbao. Tiene una frecuencia de trenes cercana a un tren cada treinta o sesenta minutos en función de la franja horaria. La cadencia disminuye durante los fines de semana y festivos. Los trayectos de esta relación se prestan exclusivamente con unidades eléctricas de la serie 3600 de Renfe. También cuenta con los servicios de R-3b (Bilbao - Carranza), aunque esta línea ha quedado reducida a un trayecto por día en dirección Bilbao tras la pandemia de 2020.
| procedencia/destino | < estación          | Línea | estación > | destino/procedencia |
| ------------------- | ------------------- | ----- | ---------- | ------------------- |
| Bilbao Concordia    | Castrejana          |       | Zaramillo  | La Calzada          |
| Bilbao Concordia    | Zorroza-Zorrozgoiti |       | Zaramillo  | Carranza            |